# Rari Nantes Salerno
La Rari Nantes Nuoto Salerno, meglio nota come Rari Nantes Salerno, è una squadra di pallanuoto di Salerno. 
È stata fondata nel 1922 ed ha ottenuto la stella d'oro al Merito Sportivo nel 2004.

## Rosa 2025/2026
| N° |                     | Ruolo | Giocatore                 |
| -- | ------------------- | ----- | ------------------------- |
|    | Italia (bandiera)   | P     | Gabriele Vassallo         |
|    | Italia (bandiera)   | P     | Nello Milione             |
|    | Italia (bandiera)   | D     | Mattia Fortunato          |
|    | Giappone (bandiera) | CB    | Kenta Araki               |
|    | Italia (bandiera)   | A     | Michele Luongo            |
|    | Italia (bandiera)   | A     | Gennaro Parrilli          |
|    | Brasile (bandiera)  | A     | Roberto Agulha De Freitas |

| N° |                    | Ruolo | Giocatore                 |
| -- | ------------------ | ----- | ------------------------- |
|    | Italia (bandiera)  | A     | Francesco Sifanno         |
|    | Italia (bandiera)  | A     | Alessio Privitera         |
|    | Francia (bandiera) | A     | Denis Do Carmo            |
|    | Italia (bandiera)  | CB    | Donato Pica               |
|    | Italia (bandiera)  | CB    | Salvatore Maione          |
|    | Italia (bandiera)  | CV    | Daniel Gallozzi           |
|    | Italia (bandiera)  | CV    | Andrea Domenico Fortunato |

| Allenatore: | Christian Presciutti |

### Staff dirigenziale
Aggiornato al 2022.
- Enrico Gallozzi - Presidente
- Maurizio Santoro - Vice Presidente
- Paolo Grassi - Direttore Generale
- Mariano Rampolla - Direttore Sportivo
- Adolfo Caramico - Segretario Generale
- Francesca D'Antonio - Marketing e Comunicazione
- Luca Malinconico - Responsabile Settore Giovanile

### Staff tecnico
Staff tecnico aggiornato al 2023-24.
- Christian Presciutti - Allenatore
- Arnaldo Stanzione - Preparatore atletico
- Luigi Trofa - Medico sociale
- Ugo Rampolla - Team manager

## Palmarès

### Trofei giovanili
- Campionato italiano Under-20 B: 2

2018; 2019

## Onorificenze
- Stella d'oro al merito sportivo